# Willi Padge
Willi Padge (ur. 4 października 1943 w Mölln, zm. 17 września 2023 w Stahle) – niemiecki wioślarz (sternik) reprezentujący RFN, mistrz olimpijski.

## Kariera
Wystąpił na igrzyskach olimpijskich w Rzymie w 1960, gdzie Wspólna Reprezentacja Niemiec w składzie: Manfred Rulffs, Walter Schröder, Frank Schepke, Kraft Schepke, Karl-Heinrich von Groddeck, Karl-Heinz Hopp, Klaus Bittner, Hans Lenk i Willi Padge zdobyła złoty medal. W finale o 4,34 sekundy wyprzedzili Kanadyjczyków i o 7,66 sekundy osadę Czechosłowacji. Był to jego jedyny start olimpijski.
Ponadto zdobył złoty medal w ósemkach na mistrzostwach Europy w Mâcon (1959).
Dwukrotnie odznaczony Srebrnym Liściem Laurowym.